# Ноля (Костромская область)
Ноля — село в Ореховском сельском поселении Галичского района Костромской области России. 

## География
Расположено на берегу реки Ноля.

## История
Согласно Спискам населенных мест Российской империи в 1872 году село относилось к 1 стану Галичского уезда Костромской губернии. В нём числилось 4 двора, проживало 16 мужчин и 14 женщин. В селе имелись православная церковь и винокуренный завод, проводились две ярмарки в год, еженедельные базары.
Согласно переписи населения 1897 года в селе проживало 28 человек (14 мужчин и 14 женщин).
Согласно Списку населенных мест Костромской губернии в 1907 году село относилось к Котельской волости Галичского уезда Костромской губернии. По сведениям волостного правления за 1907 год в нём числилось  11 крестьянских дворов и 31 житель. В селе имелись школа, больница, маслобойный завод и кузница.
До муниципальной реформы 2010 года село также входило в состав Ореховского сельского поселения.